# Municipio de Long Hill (Carolina del Norte)
El municipio de Long Hill (en inglés: Long Hill Township) es un municipio ubicado en el  condado de Surry en el estado estadounidense de Carolina del Norte. En el año 2010 tenía una población de 1.602 habitantes.

## Geografía
El municipio de Long Hill se encuentra ubicado en las coordenadas 36°24′37.49″N 80°32′23.22″O / 36.4104139, -80.5397833.